# آيت بولجروف (مولاي عيسى بن إدريس)
آيت بولجروف هي إحدى مشيخات المملكة المغربية، تتبع جغرافيا لإقليم أزيلال وإداريًا لمولاي عيسى بن إدريس. يقدر عدد سكانها بـ 178 نسمة حسب الإحصاء الرسمي للسكان والسكنى لسنة 2004.